# Ammocrypta bifascia
Ammocrypta bifascia és una espècie de peix de la família dels pèrcids i de l'ordre dels perciformes, present a Amèrica del Nord. Els mascles poden assolir els 7,7 cm de longitud total.